# Tangolero
Tangolero fue la mascota oficial de la Copa América 2011 que se disputó en Argentina en julio de 2011, el nombre de la mascota fue elegido por el Banco Santander, auspiciador del evento, luego de un concurso realizado entre periodistas, empleados, estudiantes y clientes del banco. En la elección del nombre participaron unas 6.000 personas quienes eligieron Tangolero (que mezcla el baile nacional argentino, el tango, con la palabra golero) dentro de una quina.

## Características
Tangolero es un ñandú, animal característico del Cono Sur. Viste con la tradicional camiseta argentina a rayas celestes y blancas, pantalones negros y botines de fútbol. Siempre se lo ve acompañado por la pelota oficial, la Total 90 Tracer Doma fabricada por la empresa deportiva Nike.
Una de sus principales características es que posee una gran connotación geográfica que para los organizadores debe ser aprovechada para el campeonato.
Previo a la designación final de su nombre, se lo conoció como Suri, nombre de origen quechua para designar a un ñandú de pequeño tamaño.